# رالف شومان
رالف شومان (Ralf Schumann) هو لاعب أولمبي لرياضة الرماية من ألمانيا. شارك في الأولمبياد الصيفي في 1988–2008، وفاز بما مجموعه 5 ميداليات.

## الميداليات
| ذهب | فضة | برونز | المجموع |
| 3   | 2   | 0     | 5       |

## روابط خارجية
- رالف شومان على موقع الاتحاد الدولي (الإنجليزية)
- رالف شومان على موقع اللجنة الأولمبية الدولية (الإنجليزية)
- رالف شومان على موقع أوليمبيديا (الإنجليزية)
- رالف شومان على موقع اللجنة الأولمبية الألمانية (الألمانية)